# Atlantirivulus
Atlantirivulus ist eine Gattung aus der Familie Rivulidae und gehört zur Gruppe der Eierlegenden Zahnkarpfen. Das Verbreitungsgebiet erstreckt sich über die ostbrasilianischen Küstenebenen.

## Merkmale
Die Arten der Gattung Atlantirivulus unterscheiden sich von anderen Arten der Familie Rivulidae durch einen gekrümmten ventralen Fortsatz des Anguloartikels und durch mehr infraorbitale Neuromasten, die in einem Zick-Zack-Muster angeordnet sind.

## Arten
Die Gattung Atlantirivulus umfasst folgende 16 Arten:
- Atlantirivulus depressus (Costa, 1991)
- Atlantirivulus enigmaticus Volcan, Suárez, Severo-Neto, Amorim & Costa, 2024
- Atlantirivulus guanabarensis Costa, 2014
- Atlantirivulus haraldsiolii (Berkenkamp, 1984)
- Atlantirivulus janeiroensis (Costa, 1991)
- Atlantirivulus jurubatibensis (Costa, 2008)
- Atlantirivulus lazzarotoi (Costa, 2007)
- Atlantirivulus luelingi (Seegers, 1984)
- Atlantirivulus maricensis Costa, 2014
- Atlantirivulus nudiventris (Costa & Brasil, 1991)
- Atlantirivulus paranaguensis Costa, 2014
- Atlantirivulus ribeirensis Costa, 2014
- Atlantirivulus riograndensis (Costa & Lanés, 2009)
- Atlantirivulus santensis (Köhler, 1906)
- Atlantirivulus simplicis (Costa, 2004)
- Atlantirivulus unaensis (Costa & de Luca, 2009)